# 片倉景長
片倉 景長（かたくら かげなが）は、江戸時代前期の仙台藩の国家老、白石城主。伊達吉村の外祖父。

## 生涯
寛永7年（1630年）、仙台藩士・松前安広の子として誕生。母は片倉重長の長女・喜佐。
外祖父の重長に男子がいなかったため養子となり、重長の死後に家督を継いで国家老となった。
仙台藩のお家騒動である伊達騒動では、国元で幼主・亀千代（伊達綱村）を補佐した。ところが、江戸幕府大老・酒井忠清邸で仙台藩家老・原田宗輔が刃傷に及ぶとの報が入ると、景長は直ちに領内に厳戒体制を敷いて領内での混乱を食い止めた。この働きが評価されて、仙台藩は改易を免れることとなった。しかし、病弱であったため、事後処理を終えると間もなく国家老を辞した。
延宝9年（1681年）、死去。

## 系譜
- 正室：久（鑑照院） - 古内重広娘
  - 長女：松子（貞樹院） - 伊達宗房継室、伊達吉村生母
- 側室：蘭（自性院）
  - 長男：片倉弥佐エ門 - 早世
  - 次男：片倉村長（1665-1692） - 嗣子となる。
- 側室：種（順照院）
  - 三女：於玉 - 片平重治室
- 側室：藤（常照院）
  - 三男：片倉村定（1677-1744） - 遠藤定富[1]の養子となり遠藤定利と称していた。のち片倉家を継ぐ。
- 生母不明の子女
  - 次女：於彦 - 早世
- 養子
  - 男子：茂庭定元 - 茂庭良元の三男、のち実家に戻り家督を継ぐ。